# Apertium
Apertium és un sistema de traducció automàtica de codi obert.
La plataforma ha estat desenvolupada per la Universitat d'Alacant amb el suport d'institucions públiques com el Govern de Catalunya, el Govern de Romania i el Govern d'Espanya. El programa és programari lliure alliberat sota els termes de la llicència GNU GPL i les dades lingüístiques també tenen llicència GNU GPL, tot i que inicialment se'n van publicar algunes amb llicències Creative Commons. Utilitza el format XML per a emmagatzemar les dades lingüístiques.

## Història
El disseny inicial de l'Apertium estava basat en un sistema de traducció desenvolupat pel grup Transducens de la Universitat d'Alacant, que permetia la traducció entre llengües emparentades com català↔castellà (interNOSTRUM) o castellà↔portuguès (Universia). A finals del 2006 es va publicar la versió 2.0 del motor de traducció, el qual permetia tractar, mitjançant una transferència estructural més potent, parells de llengües no tan relacionades com ara català↔anglès. L'1 d'octubre del 2007 es va publicar la versió 3.0, que permetia l'ús d'Unicode, que el permetia estendre a moltes altres llengües.

## Parells de llengües
En l'actualitat hi ha disponibles dades obertes per a desenes de parells de llengües, entre els quals:
- català ↔ anglès
- català ↔ aragonès
- català ↔ castellà
- català → esperanto
- català ↔ francès
- català ← italià
- català ↔ occità
- català ↔ portuguès
- occità ↔ castellà
- castellà ↔ francès
- castellà ↔ gallec
- castellà ↔ portuguès
- castellà → portuguès (Brasil)
- castellà → esperanto
- castellà ↔ asturlleonès
- castellà ↔ aragonès
- romanès → castellà
- basc → castellà
- basc → anglès
- gal·lès → anglès
- anglès ↔ esperanto
- bretó → francès
- italià → sard
- afrikaans ↔ neerlandès
- danès ↔ noruec
- suec ↔ noruec
- nynorsk ↔ bokmål
- sami septentrional → noruec
- serbocroat → eslovè
- serbocroat → macedònic
- macedònic → búlgar
- tàtar ↔ kazakh
- maltès → àrab
- urdú ↔ hindi
- indonesi ↔ malai